# Саша Илић (писац)
Саша Илић (Светозарево, 1972) српски је писац и уредник. Један од уредника издавачке делатности Народне библиотеке Србије и један од некадашњих оснивача и чланова редакције подлистка Бетон који су објављивале дневне новине Данас.

## Биографија
Већину својих текстова је објавио у часопису Реч, у ком је дебитовао у јануару 1995. године. Са Драганом Бошковићем је 1998. објавио коауторску књигу под називом Одисеј. Прозну књигу Предосећање грађанског рата објавио је 2000. године као прву књигу у едицији Реч. Исте године је приредио заједничку књигу младих приповедача под насловом Псећи век у којој су се, поред његове, нашле приповетке Михајла Спасојевића, Боривоја Адашевића, Угљеше Шајтинца, Срђана В. Тешина и Ненада Јовановића.
Роман Берлинско окно за који је добио стипендију фонда Борислав Пекић био је у ужем избору за НИН-ову награду 2005.
Године 2015. објавио је две збирке прича, Душановац. Пошта, која је исте године на београдском сајму књига освојила специјално признање за графичку опрему, и Лов на јежеве. Четири године касније написао је роман Пас и контрабас за који је добио НИН-ову награду.

## Дела
- Одисеј (1998)
- Предосећање грађанског рата (2000)
- Берлинско окно[10][11](2005)
- Пад Колумбије[12](2011)
- Душановац. Пошта[13](2015)
- Лов на јежеве[14] (2015)
- Пас и контрабас[15] (2019)

## Галерија
- Илић 2020. године у Пироту
- Илић 2020. године у Пироту